# Chiesa di San Desiderio (Brescia)
La chiesa di San Desiderio è una chiesa minore di Brescia, situata all'estremità nord di via Gabriele Rosa all'incrocio con vicolo Sant'Urbano, sulle pendici del Colle Cidneo, a poca distanza dal castello. Passata sotto la proprietà di diverse parrocchie e ordini religiosi nel corso dei secoli, ha sempre mantenuto molto ridotto il suo ruolo così come le sue dimensioni. Attualmente è sconsacrata ed è sede di un'associazione teatrale.

## Storia
Le notizie sulla storia della chiesa di San Desiderio sono molto scarse, allo stesso modo di quelle sulla sua comunità religiosa. La sua esistenza viene certificata per la prima volta in un documento non datato, a noi giunto come copia del XII secolo e attribuibile all'anno 761 grazie al confronto con altri documenti, dove gli arcipreti di alcune chiese della città, fra cui quello di San Desiderio, autorizzano la badessa della chiesa di San Salvatore ad utilizzare un acquedotto passante nelle loro proprietà. Ciò, dunque, colloca la fondazione della chiesa almeno nell'VIII secolo, in epoca ancora longobarda, ma ad oggi non si può ancora affermare come fatto certo. Vero è, comunque, che la chiesa si trova in un luogo dove furono effettivamente fondate numerose chiese in età longobarda, quindi l'ipotesi rimane realistica. Il santo cui la chiesa è dedicata è San Desiderio di Vienne, vescovo e martire francese, anche se non è impossibile una confusione con San Desiderio di Langres, genovese, il primo venerato dal VII secolo e il secondo dall'VIII secolo. A questi nomi, oltretutto, è da aggiungere quello di Desiderio re dei Longobardi, che proprio nella metà dell'VIII secolo fondò a Brescia il Monastero di San Salvatore. Non è quindi facile determinare con esattezza a quale Desiderio sia stata dedicata la chiesa ed è probabile anche una denominazione in senso generale, forse inizialmente mirata ma in realtà già confusa in partenza.
Non si hanno altre notizie della chiesa fino al XII secolo, in un atto di vendita di alcuni terreni confinanti con le res Sancti Desiderii, cioè le proprietà di San Desiderio, mentre le prime testimonianze di una vita di comunità presso il santuario risalgono a pochi anni dopo. È anche probabile che, all'inizio del secolo, fosse stata istituita una comunità canonicale, precisamente sotto l'opera del vescovo Arimanno, che resse la diocesi per una ventina d'anni a cavallo fra il XI e XII secolo e che contribuì ad un intenso movimento di crescita spirituale. In questo periodo la comunità di San Desiderio sembra legata alla famiglia dei Lavellongo, molto potente a causa dei suoi stretti legami con la sede vescovile, almeno fino al 1149. Nella seconda metà del secolo si hanno notizie di migliorie e restauri e anche di crescita in fatto di proprietà della canonica, che arriva a comprendere case, terreni, prati e vigne variamente distribuiti nell'ambito cittadino e nei territori limitrofi.
Nei secoli successivi le notizie tornano a scarseggiare: nel Duecento la canonica presenta un forte legame economico con l'ordine degli Umiliati, ma con il passare degli anni precipita nell'oblio fino a cadere in stato di abbandono, priva di comunità, all'inizio del Quattrocento. Nel 1421 gli agostiniani della chiesa di Sant'Alessandro ottengono dal papa Martino V l'autorizzazione di acquisirne il beneficio, ma il papa fa loro notare, nella corrispondenza, che la chiesa di San Desiderio, insieme a quella di Santo Stefano in Arce sulla sommità del Colle Cidneo erano disertate sistematicamente dai fedeli e nemmeno il servizio liturgico era garantito. In ogni caso, le due chiese vengono acquisite dalla comunità di Sant'Alessandro, che si impegna a restaurarle e a garantirne i servizi religiosi. Nel 1432 Sant'Alessandro, e con lei San Desiderio, passano sotto la direzione dei frati Serviti, ma già nella seconda metà del secolo la proprietà della chiesetta è dei Celestini.

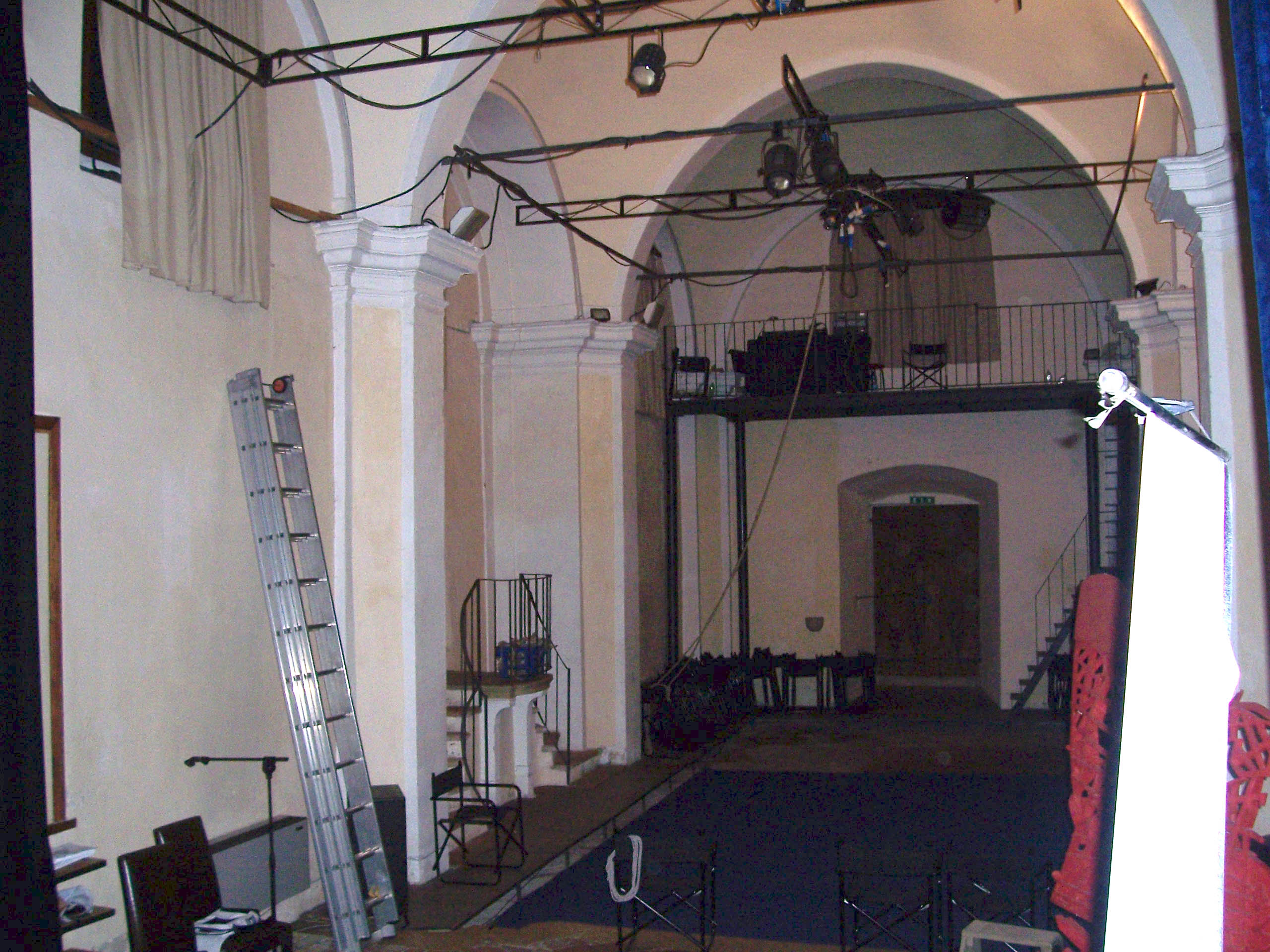
L'interno della chiesa: notare la scalinata dell'ingresso laterale e gli archi delle volte un poco appuntiti, forse resto dell'adattamento degli appuntiti archi gotici precedenti

Nel 1512 si verifica il terribile assedio e saccheggio della città dei francesi guidati da Gaston de Foix-Nemours, che coinvolge anche la chiesa di San Desiderio, posizionata all'interno delle mura fortificate viscontee, trasformandola in rifugio per i cittadini colpiti dall'assedio. Anche la chiesa sarà invasa quando l'esercito francese penetrerà nella cittadella viscontea. Negli anni successivi il potere viene ripreso dalla Repubblica di Venezia che, viste e subite le difficoltà emerse durante l'assedio, applica la cosiddetta "spianata", cioè la distruzione di tutti gli edifici al di fuori delle mura urbiche della città nel raggio di un chilometro e mezzo. Nella spianata viene coinvolto anche il monastero di San Martino dei Celestini i quali, di conseguenza, sono obbligati a riparare nell'unica loro proprietà all'interno delle mura, la chiesa di San Desiderio. Le poche abitazioni di pertinenza alla canonica vengono adattate per la vita del monastero. Nella seconda metà del Cinquecento la comunità dei Celestini opera un rifacimento delle strutture del santuario, che viene ampliato e restaurato, pur rimanendo di dimensioni molto modeste. Quando nel 1580 San Carlo Borromeo visita la chiesa, la comunità è addirittura composta da solamente tre sacerdoti e un converso. Fra le note di San Carlo si legge anche che "vi sono due altari: maius in capella fornicata ed un altro senza alcuna dedica sul lato sinistro della chiesa, posto in luogo indecente". Inoltre, "sacristia nulla adest", cioè non vi è alcuna sacrestia, i sacri paramenti vengono conservati una cassa di legno e "non c'è alcun cimitero. La casa per l'abitazione dei monaci è annessa alla chiesa, ed ha un orto" e, come detto, "in essa abitano tre monaci sacerdoti ed un converso".
Nel 1653 il monastero dei Celestini viene soppresso, ma la direttiva è subito annullata "per supplica della città": evidentemente, la comunità monastica, anche se piccola, aveva instaurato buoni rapporti con la realtà bresciana. L'importanza di secondo piano della chiesa permane comunque, anche negli anni a venire: il catalogo delle chiese cittadine redatto da Bernardino Faino nel Seicento la nomina solamente, senza fornire dati o descrizioni come invece riserva alle altre chiese nell'elenco. Nel 1772 il monastero viene definitivamente soppresso: la chiesa viene sconsacrata e si trasforma in deposito, mentre gli edifici della canonica, così come i beni contenuti, vengono acquisiti da privati, in particolare trasportati a Bergamo. Le abitazioni di pertinenza vengono adibite a "ambulatorio" per i bambini malati di colera. Solo nel 1880 le ultime proprietarie degli immobili, le signore Fausti, doneranno i chiostri e la chiesa al Pio Luogo delle Penitenti.
Oggigiorno, gli edifici della canonica sono stati assorbiti da tempo dalle abitazioni private circostanti, mentre la chiesa, restaurata intorno agli anni novanta del Novecento, è sede di un'associazione teatrale. Il lungo periodo di totale abbandono che ha interessato la chiesa durante il Novecento è gravato particolarmente sugli interni, che difatti sono stati molto rovinati. Il tetto era parzialmente crollato e uno strato di terra, assi e rifiuti, che copriva il pavimento originale per un'altezza di circa trenta centimetri, ha completamente compromesso tutte le basi architettoniche in stucco delle lesene lungo i muri interni, che sono state per questo rimosse.

## Struttura

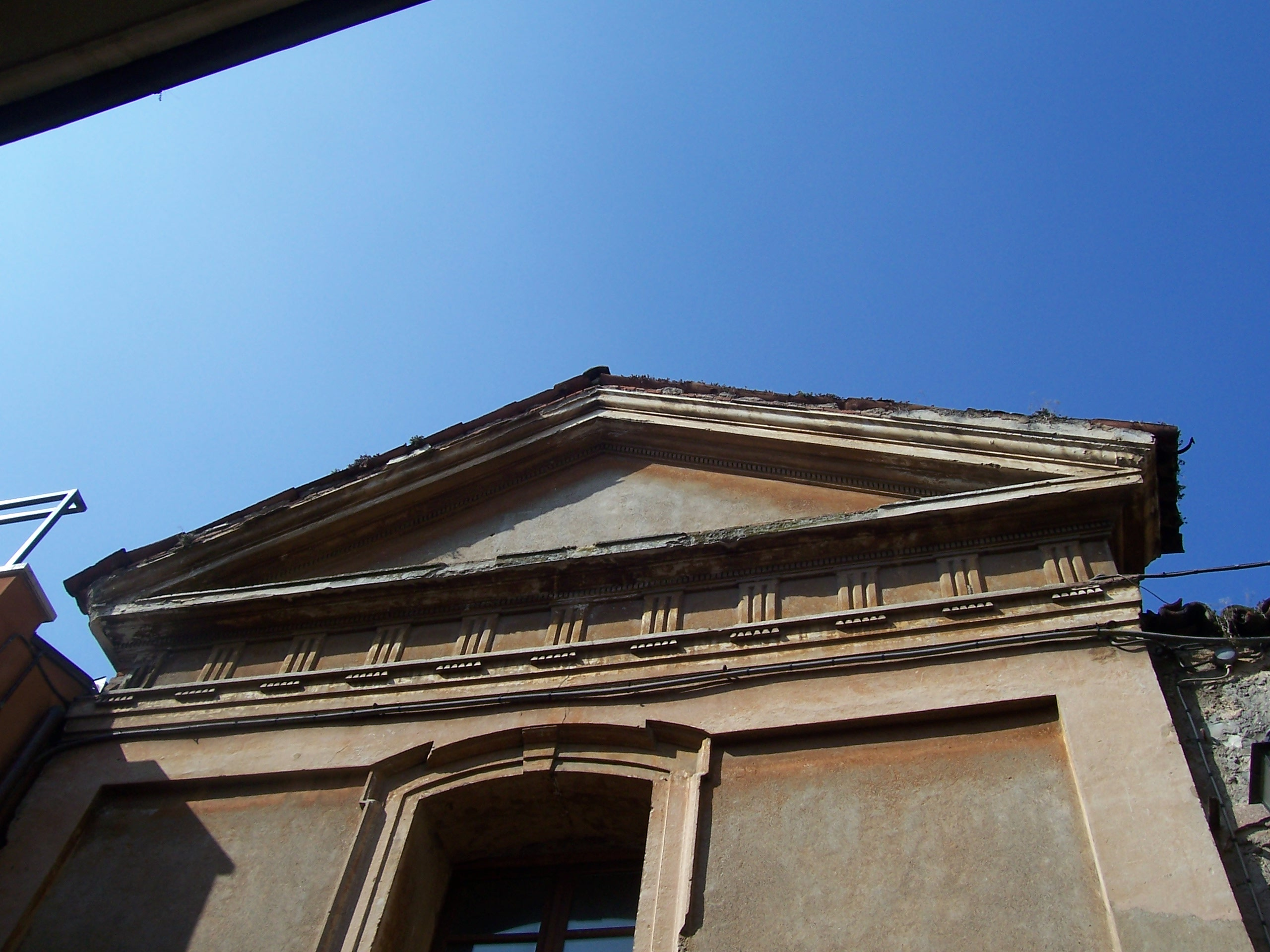
Il timpano a coronamento della facciata

### Esterno
Esternamente, la chiesa è visibile solo sui lati est e nord, corrispondenti alla facciata e a un fianco, mentre gli altri lati sono addossati a edifici residenziali di epoca medioevale. La facciata, frutto della ricostruzione cinquecentesca operata dai monaci Celestini, si compone di un unico corpo rettangolare liscio, privo di ordine architettonico, sormontato da una trabeazione dorica a metope e triglifi, il tutto concluso da un timpano triangolare in sommità. Sull'asse centrale si aprono il portale d'ingresso a livello della strada e, sotto al timpano, un finestrone rettangolare, la cui cornice sormonta parzialmente una fascia in rilievo che contorna il profilo della facciata. Sull'architrave del portale, una scritta assai sbiadita e quasi del tutto illeggibile, "S. DESIDERIO HP. MART." ricorda la dedica della chiesa a San Desiderio Martire.
A sinistra della facciata è posto un cancello aperto su un piccolo cortile, stretto e lungo, dove si affacciano quelle che un tempo erano le abitazioni e gli edifici di pertinenza alla canonica, nonché l'ingresso laterale alla chiesa stessa.

### Interno

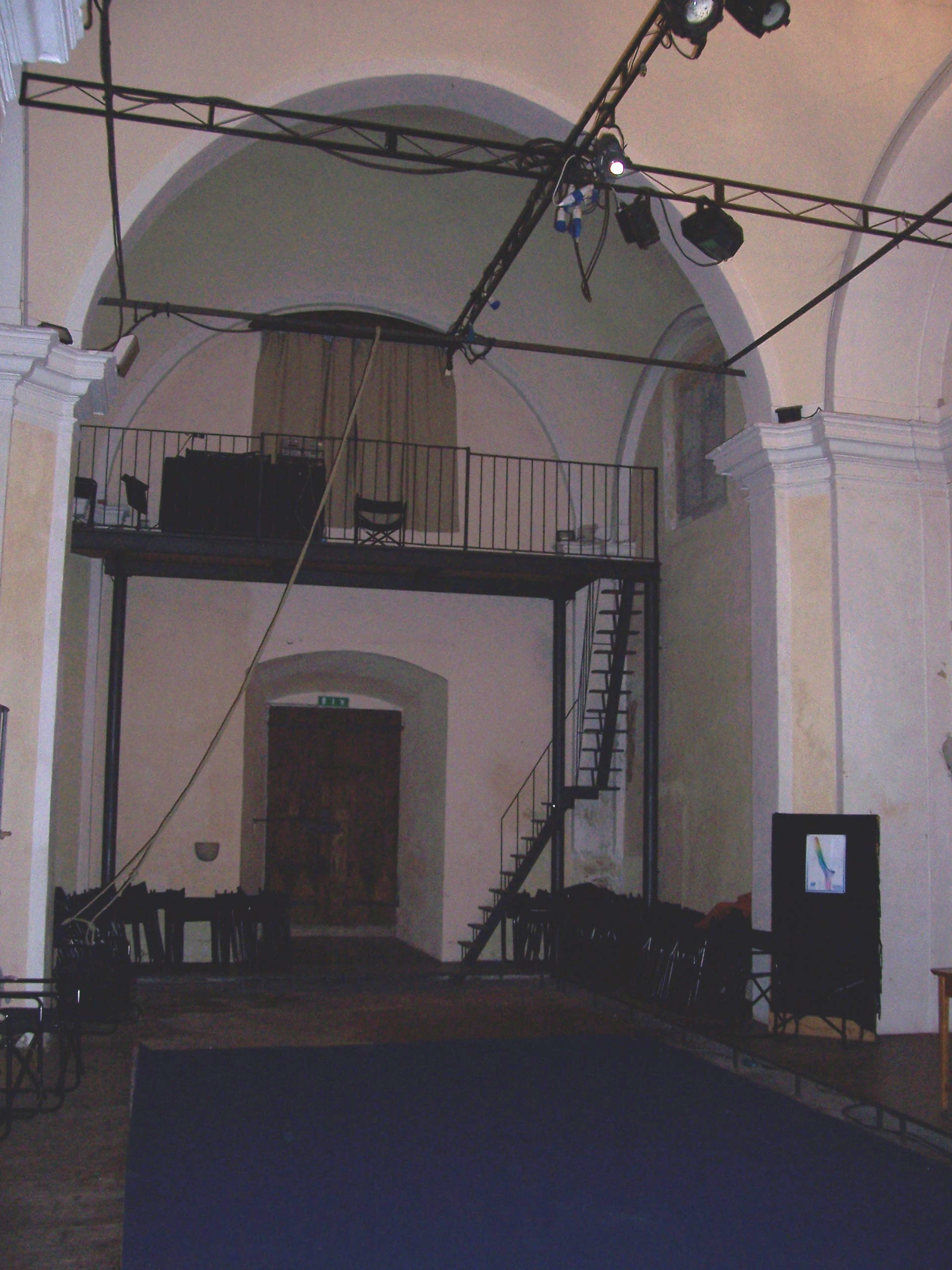
L'interno verso la controfacciata: notare, nell'angolo di fondo a destra, fra la scaletta di ferro e il muro, il piccolo frammento di affresco e l'assenza di gradini per scendere dall'ingresso principale

L'interno della chiesa si presenta a navata unica, senza transetto, con un piccolo presbiterio in realtà poco differenziato rispetto al resto dell'aula e, sul fondo, un'abside rettangolare. Il pavimento in cocciopesto è ancora quello originale cinquecentesco ed è evidentemente più basso del livello stradale esterno di circa quaranta centimetri in facciata fino a un massimo di oltre un metro sui lati, poiché all'esterno di questi il terreno è in salita e contribuisce a infossare ancor più la pavimentazione interna. L'aula è scandita in più settori lungo le pareti da una serie di lesene che sorreggono delle volte a vela e, di conseguenza, i relativi archi di imposta contro i muri perimetrali, per un totale di quattro arcate per lato. Le prime dall'ingresso di facciata costituiscono l'aula della chiesa, la terza il presbiterio e la quarta l'abside, che è però coperta da una volta a crociera. Ogni arcata presenta in sommità, poco al di sotto della linea dell'arco, una finestra aperta sull'esterno. Una di queste, la prima a sinistra dall'ingresso di facciata, è stata murata e imitata da un affresco riproducente il telaio di una finestra, probabilmente di epoca successiva alla struttura cinquecentesca. Tutte le lesene sono decorate in sommità da capitelli in stucco, ma sono prive, come detto, delle basi, corrose dall'abbandono e infine asportate. Gli archi che sostengono le volte a vela, oltretutto, non sono a tutto sesto ma paiono stranamente distorti in una forma a pera, il che potrebbe far supporre un adattamento degli archi circolari rinascimentali agli archi appuntiti gotici che, forse, avrebbero potuto ornare l'interno dell'antica chiesa.
L'accesso all'aula è dato da una bella scalinata cinquecentesca che, da un pianerottolo a sbalzo posto davanti all'ingresso laterale, scende al pavimento mediante due rampe semicircolari di cinque gradini ciascuna, incorniciando i sostegni centrali dello stesso pianerottolo. I gradini sono di marmo rosso-rosato, mentre il pianerottolo in pietra giallastra. La scalinata, e di conseguenza l'ingresso laterale, si trovano al centro della seconda arcata di destra partendo dalla facciata. L'ingresso principale sul fondo dell'aula, invece, è oggi privo dei gradini originali che scendevano all'interno, probabilmente distrutti allo stesso modo delle basi delle lesene, e per questo motivo non viene solitamente utilizzato.
La pavimentazione, come detto, è ancora originale in cotto e presenta, in linea con le lesene che dividono la seconda dalla terza arcata sui due muri perimetrali partendo dalla facciata, un gradino in marmo che evidentemente differenziava l'aula dal presbiterio. Non ci sono però segni della presenza di un'antica balaustra, elemento che in effetti, in epoca cinquecentesca, non era ancora diffuso. Sul presbiterio la pavimentazione originale prosegue e, anzi, con un cambio di geometria delle piastrelle indica lo spazio dove un tempo era posto l'altare.

## Resti dell'apparato decorativo

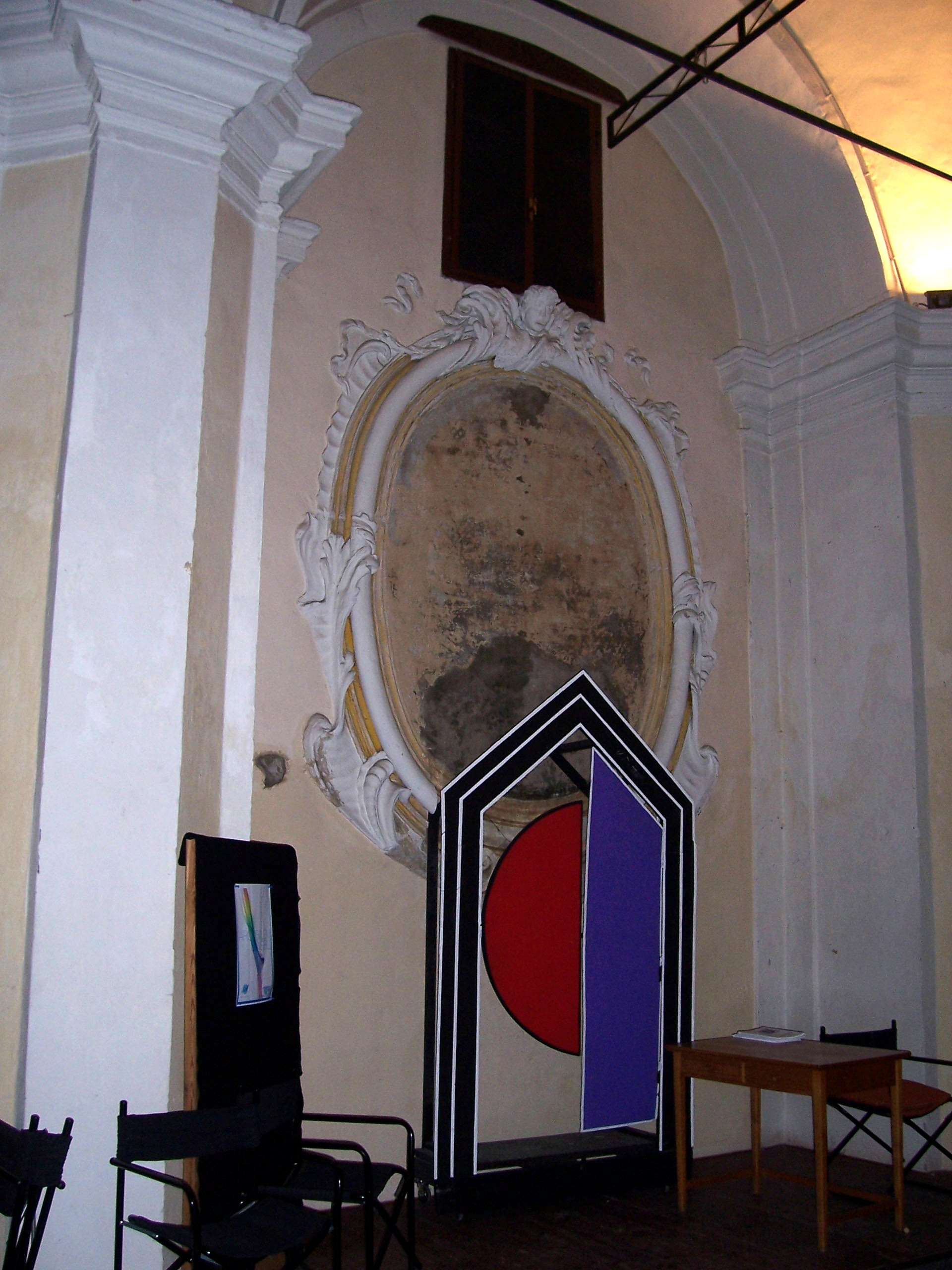
Il medaglione in stucco

Delle pitture murali e degli altri elementi decorativi in marmo e stucco che anticamente erano presenti all'interno della chiesa resta oggi pochissimo, riassumibile in soli cinque elementi:
- Opposto all'ingresso laterale e alla sua doppia scalinata, quindi nella seconda arcata di sinistra rispetto alla facciata, si trova, ben conservato, un grande medaglione in stucco decorato da motivi vegetali e, in sommità, da un volto generico, accompagnato da una serie di festoni. Il medaglione si compone di un anello dipinto di bianco, attorno al quale si annodano le varie decorazioni, apposto  su una cornice sempre in stucco ma dipinta di giallo e realizzata mediante alcune modanature. Il tutto, in antichità, conteneva sicuramente una tela o, più probabilmente, un affresco, come farebbero pensare le tracce di colore scuro presenti al suo interno, ormai del tutto illeggibili e forse nemmeno riconducibili a una reale pittura muraria, anche se l'aspetto generale porterebbe a supporlo. Per essere risolta, la questione dovrebbe essere analizzata con strumenti appositi, che rivelerebbero se gli aloni oggi visibili siano rimanenze di affreschi decorativi oppure solo resti di una sommaria pittura di fondo, sulla quale magari era apposta una tela. Nel complesso, il medaglione potrebbe anche non essere frutto dei restauri cinquecenteschi, ma un poco successivo, forse del Seicento, poiché i vari festoni e motivi floreali presentano movimenti più riconducibili a un modesto barocco piuttosto che a un retto e lineare rinascimento.

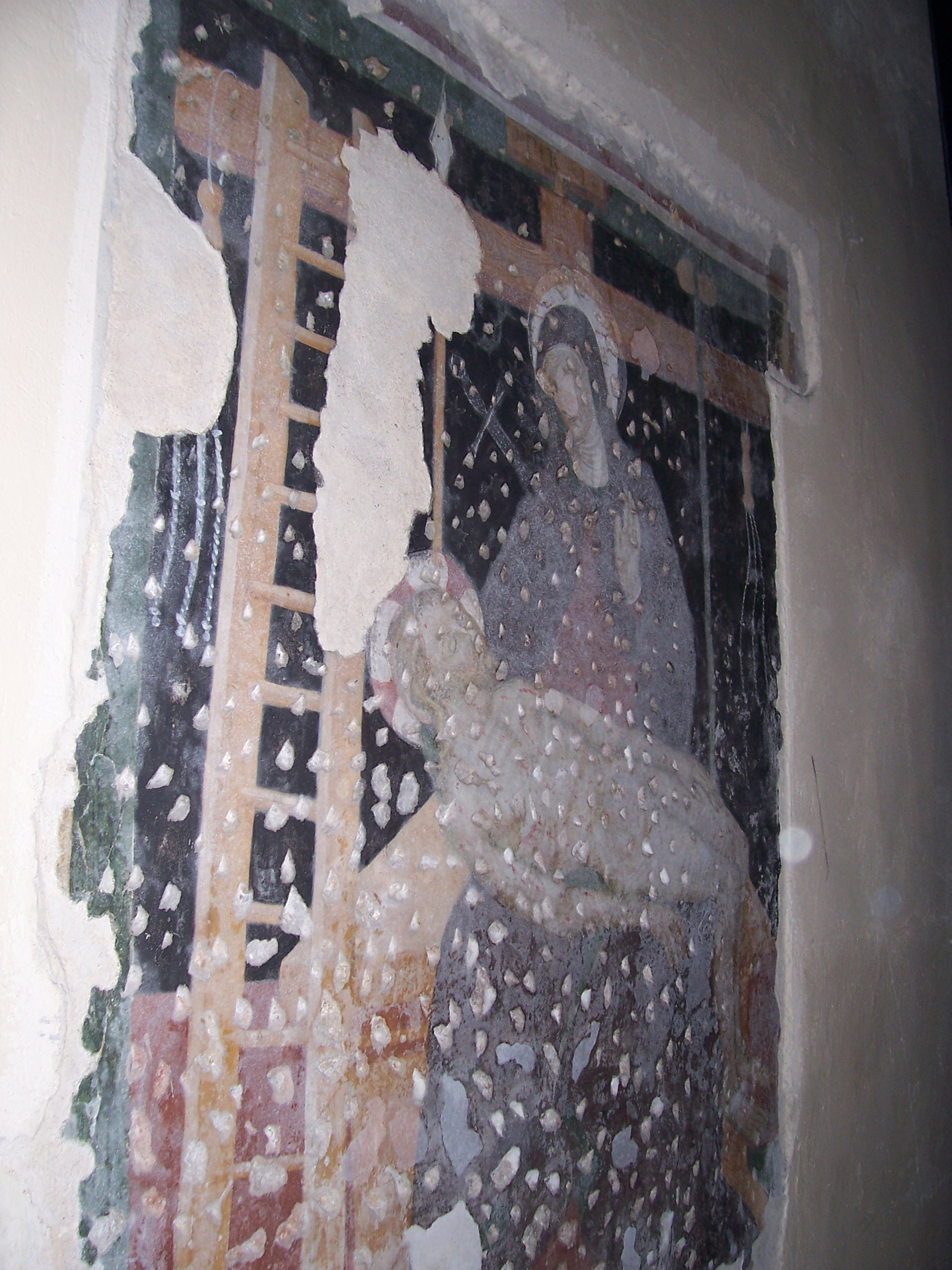
L'affresco della Pietà

- Nell'estremo angolo sud della chiesa, dove il muro laterale dell'aula si innesta sulla controfacciata e dove, attualmente, è posta una scaletta in ferro che sale a un piccolo soppalco realizzato nei restauri degli anni novanta del Novecento, è posto un piccolo frammento di affresco, molto rovinato, dove l'unico elemento leggibile è un fanciullo, probabilmente il Bambin Gesù poiché presenta la testa contornata da una aureola. Accanto alla figura pare essercene un'altra e lo sfondo della scena rimane poco chiaro.
- Nell'abside rettangolare, sull'asse centrale della chiesa, è posto il resto più interessante dell'antico apparato pittorico dell'edificio, un affresco raffigurante il tema della Pietà o, meno probabilmente, quello della Deposizione. Nella scena è rappresentata Maria, seduta su un elemento rettangolare, che potrebbe anche essere il Santo Sepolcro, mentre regge in grembo il corpo senza vita di Gesù. Lo sfondo della scena è composto da una struttura lignea che sembrerebbe proprio essere un crocifisso. La raffigurazione è fissata evidentemente nell'attimo immediatamente successivo alla deposizione di Gesù, come mostra la scala a pioli a sinistra dei due soggetti, appoggiata al braccio orizzontale della croce, servita poco prima per schiodare e riportare a terra il corpo. Sullo stesso braccio orizzontale, su entrambe le estremità, è appeso un flagello, simbolo di dolore e punizione corporale. La figura di Maria appare trafitta da una spada in direzione del suo cuore, tradizionale rappresentazione del suo strazio, mentre il corpo di Gesù, la cui testa è circondata da un'aureola a settori bianchi e rossi, presenta numerose ferite sanguinanti e la tradizionale ferita al costato procuratagli da San Longino. Parrebbe proprio essere la Sacra Lancia, infatti, quella posta a destra della scala a pioli, la cui punta in ferro è visibile al di sopra dell'area dell'affresco staccatasi in quel punto. Se anche, come detto, l'elemento rettangolare, all'apparenza in pietra, dove è seduta Maria sarebbe il Santo Sepolcro, l'intera raffigurazione si rivelerebbe essere un ricco concentrato di simboli cristiani. L'affresco appare rovinato, ma ancora molto ben leggibile in ogni sua componente ed è databile al Cinquecento: il probabile sepolcro dove è seduta Maria, difatti, è senza ombra di dubbio raffigurato in prospettiva, così come la scala a pioli è raffigurata in una bella assonometria, troppo precisa per anteporre la datazione, magari al Quattrocento, quando si ebbero i primi rifacimenti.
- A sinistra dell'ingresso in facciata, guardandolo dall'interno, è fissata sul muro una piccola acquasantiera circolare, molto semplice, ricavata da un unico blocco di pietra e priva di alcuna modanatura o decorazione, difficilmente databile ma verosimilmente accostabile all'epoca cinquecentesca, o anche prima.
- Nei pressi del gradino del presbiterio, lungo il muro sinistro della chiesa, sono posti a terra due frammenti di altare, in verità poco leggibili e molto generici. Uno, addirittura, è solo una piccola lastra di marmo, mentre l'altro è il resto di una finta balaustra, probabilmente uno dei due sostegni laterali. Non ci è dato sapere, comunque, di quale altare facessero parte. Un terzo frammento, dello stesso tipo del secondo, quindi il pilastrino di una finta balaustra, è posto all'esterno, nel cortile a lato della chiesa, lungo il muro di uno degli edifici di pertinenza.

## Galleria d'immagini

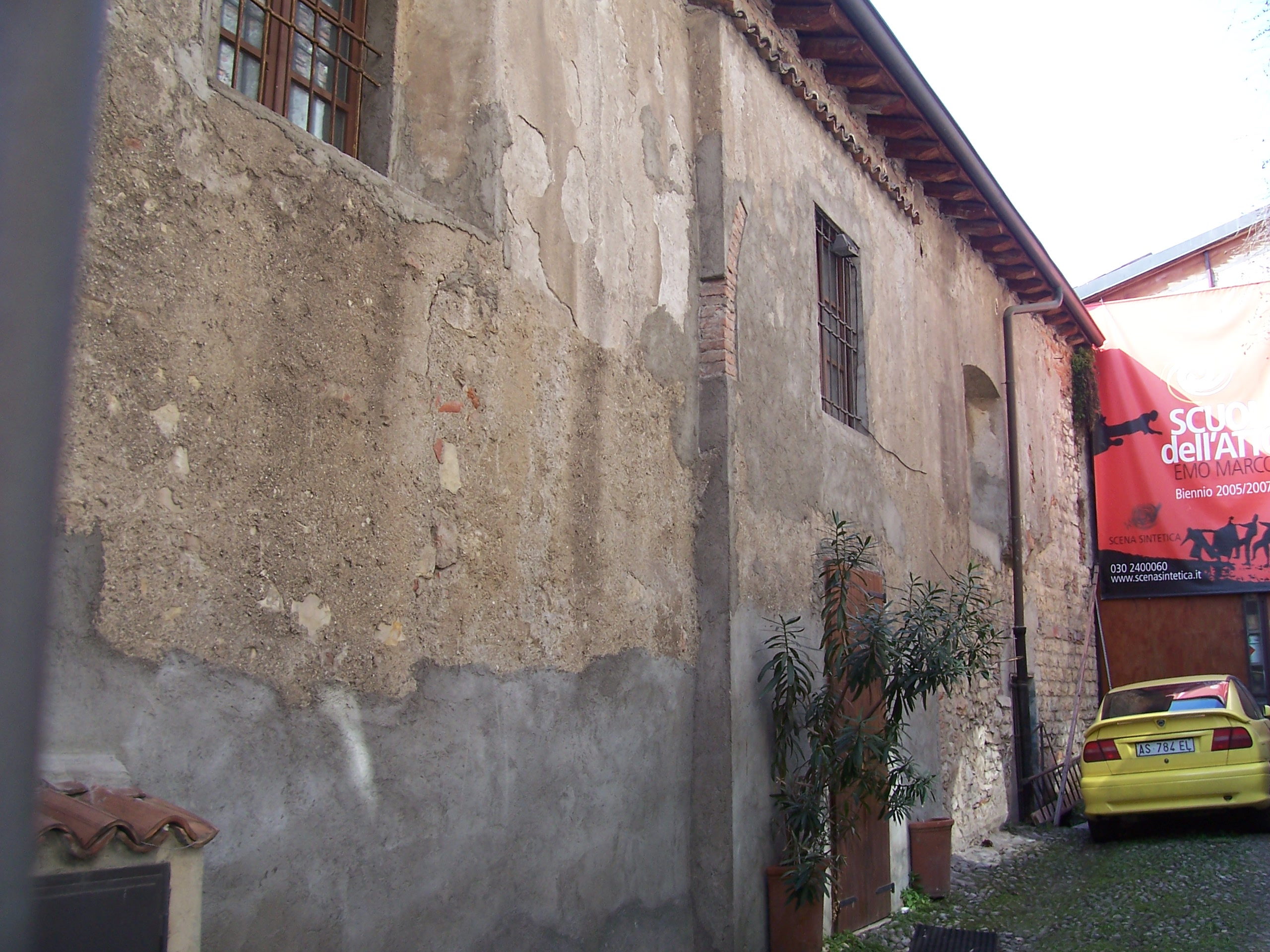
Il fianco nord della chiesa. A destra e in fondo, fuori campo, si aprono gli ingressi agli edifici di pertinenza
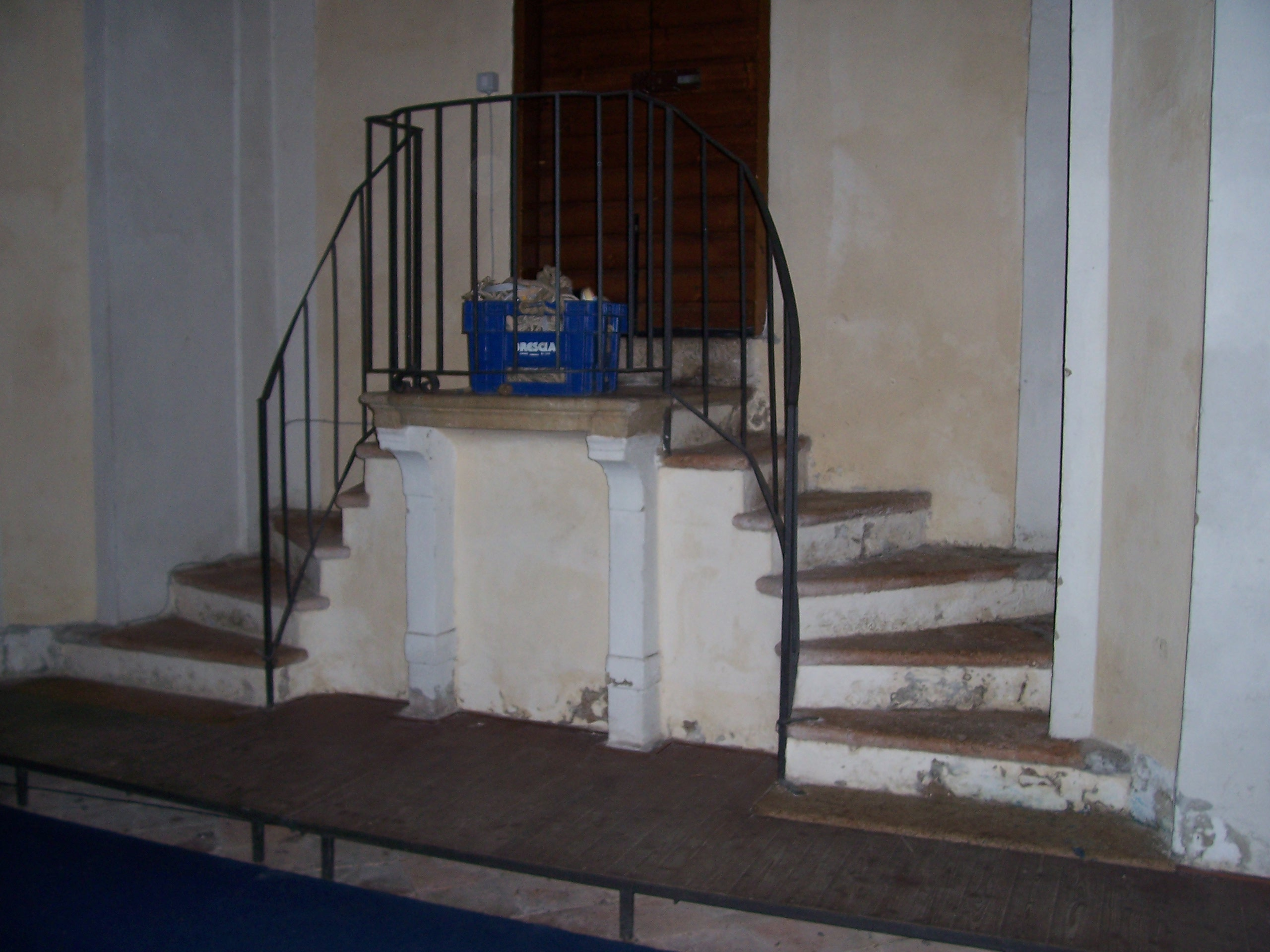
La doppia scalinata dell'ingresso laterale
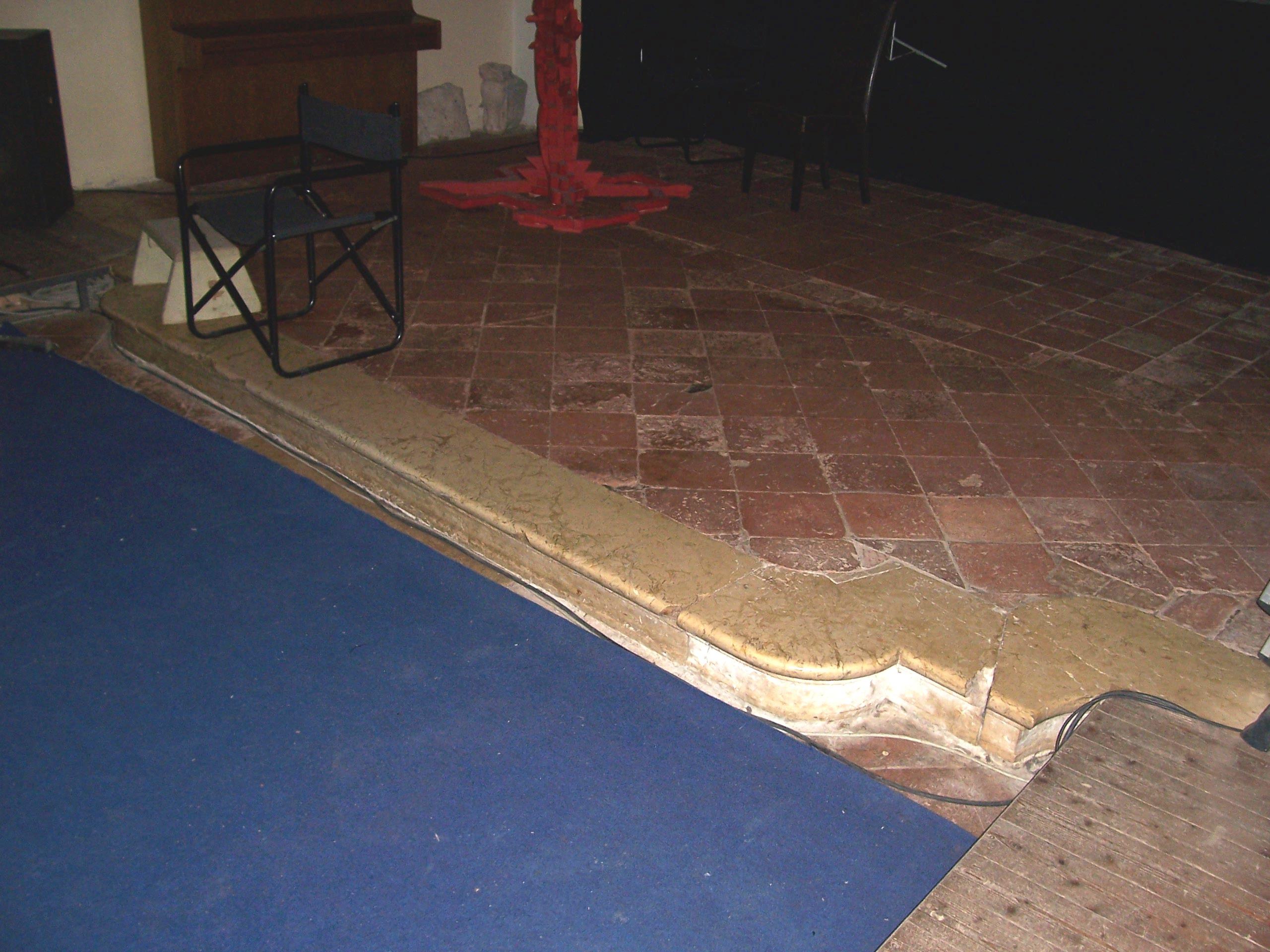
Il gradino in marmo con conseguente dislivello della pavimentazione che segna il limite del presbiterio. Notare, sulla pavimentazione in cotto, il cambio di geometria che indica la posizione dell'altare
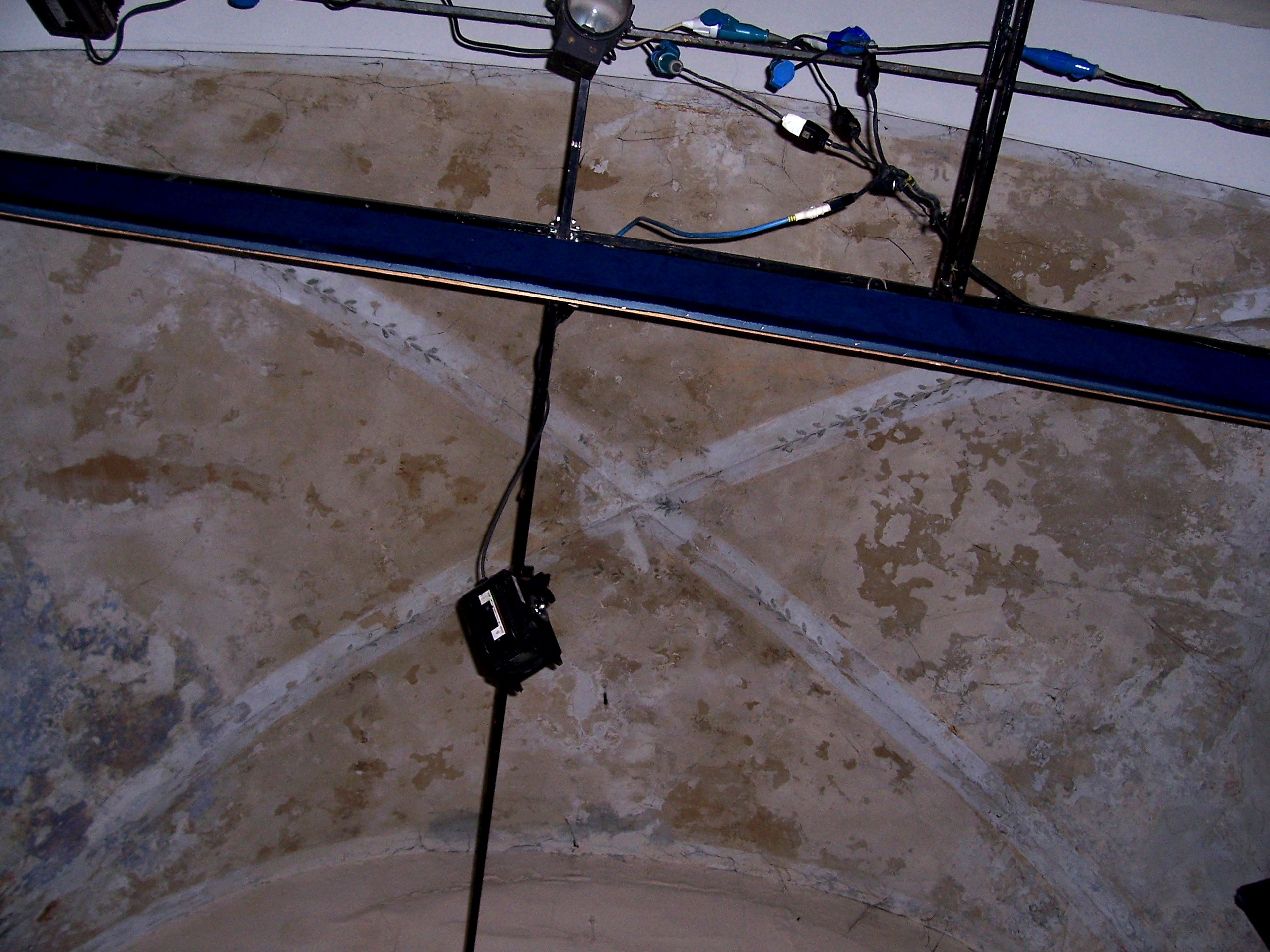
La volta a crociera che copre l'abside rettangolare: notare il motivo a foglie che decora i costoloni
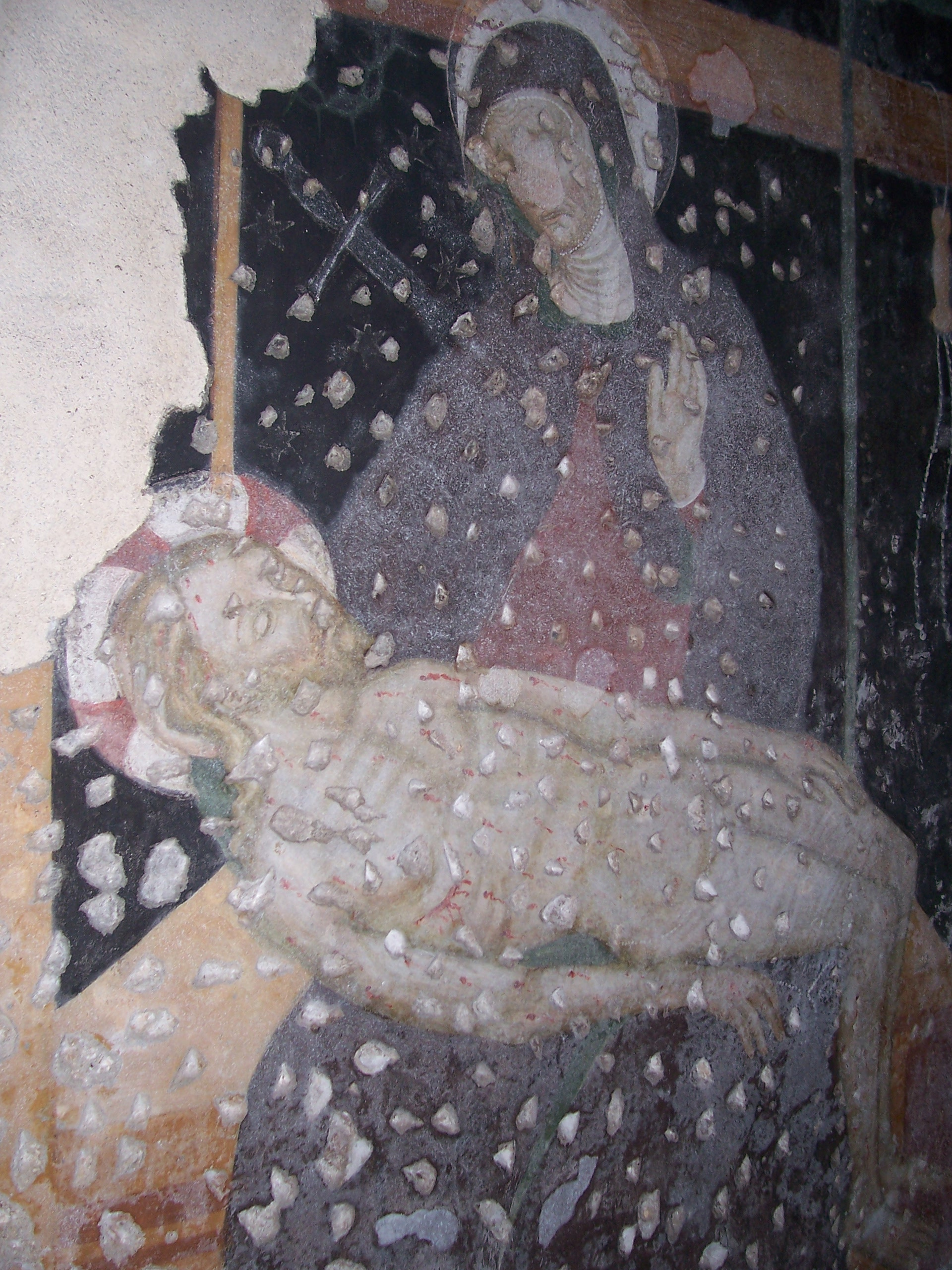
Particolare dell'affresco della Pietà nell'abisde
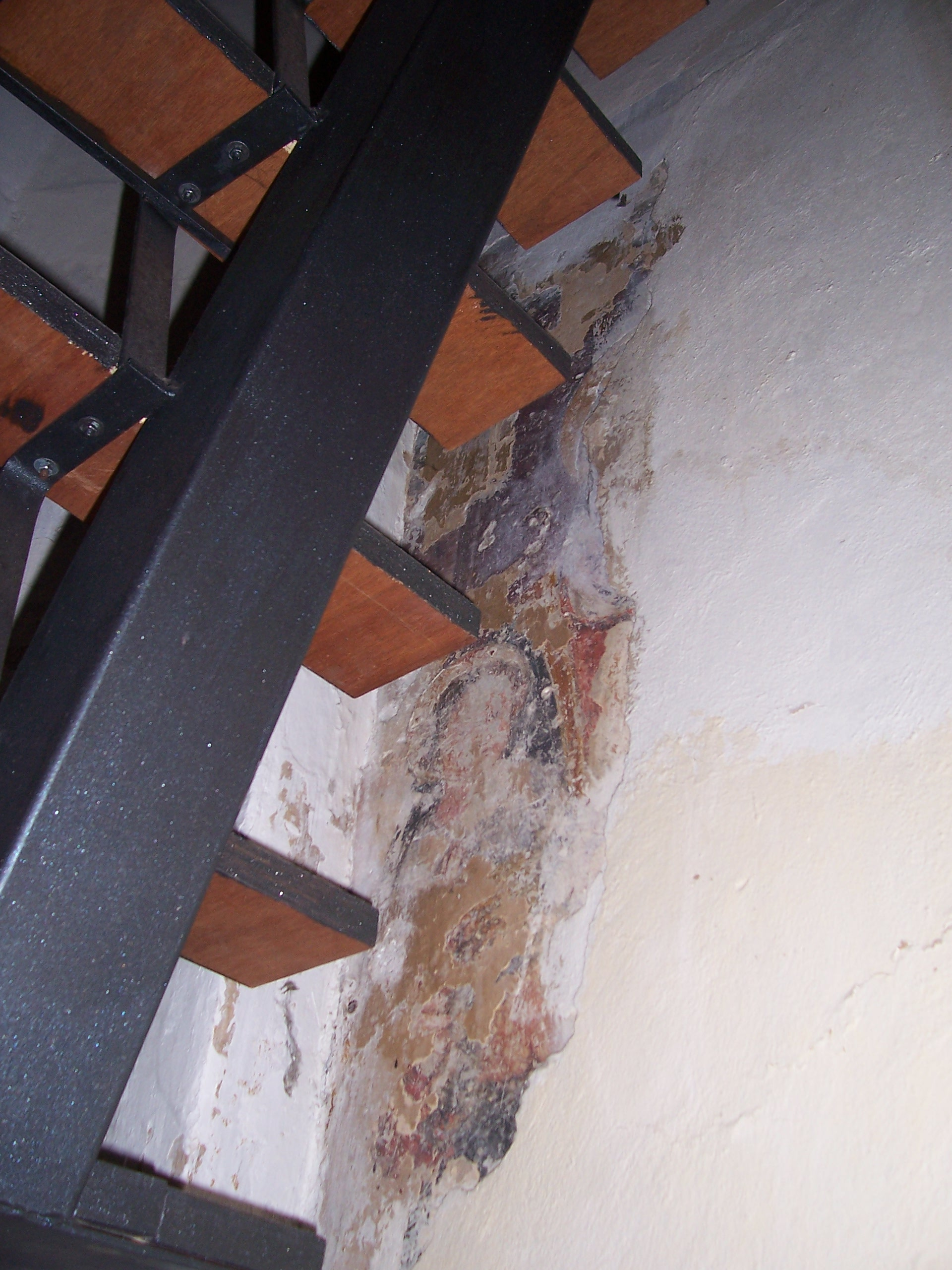
Il frammento di affresco nell'angolo sud della controfacciata
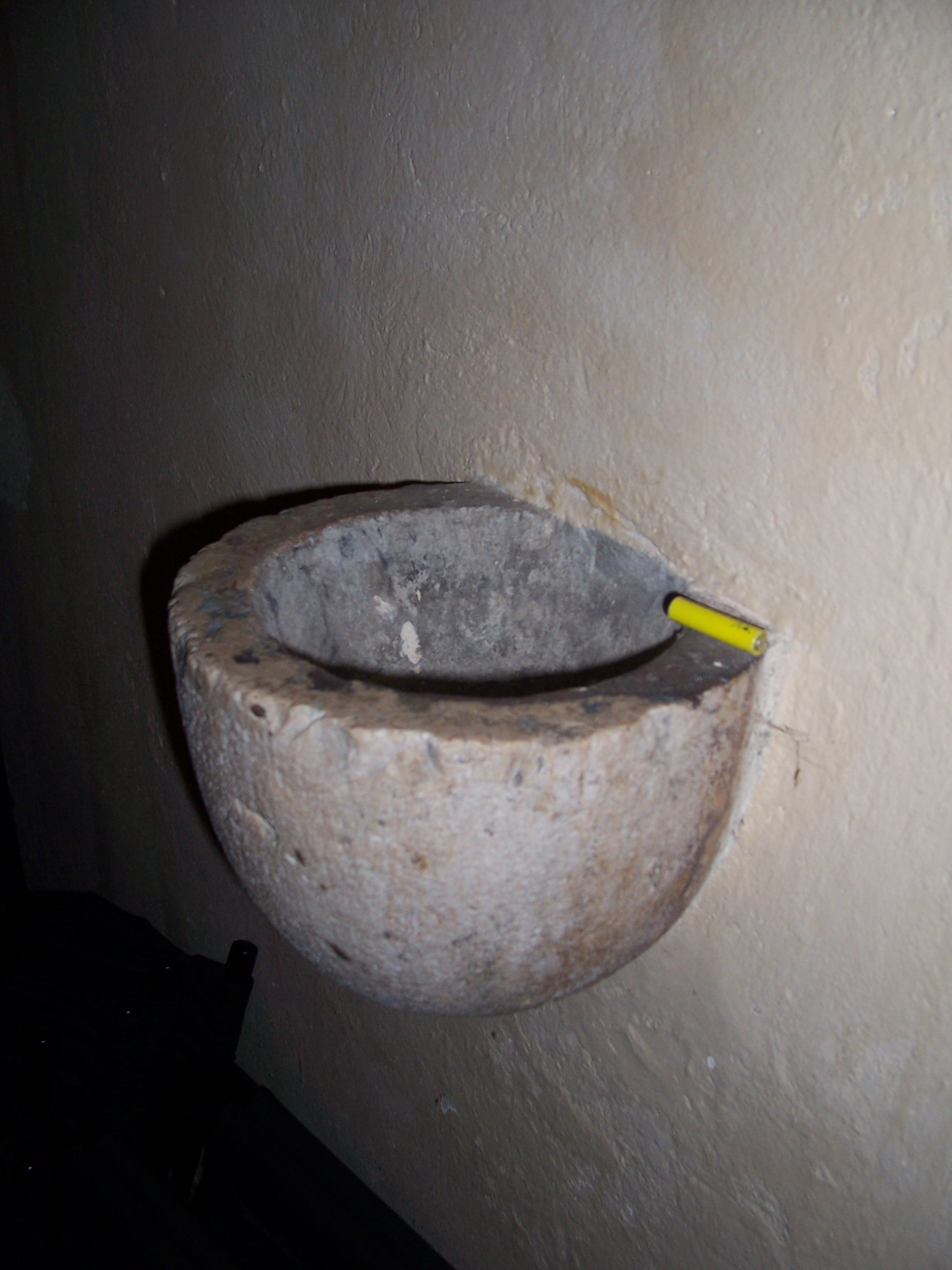
La piccola acquasantiera a sinistra dell'ingresso principale
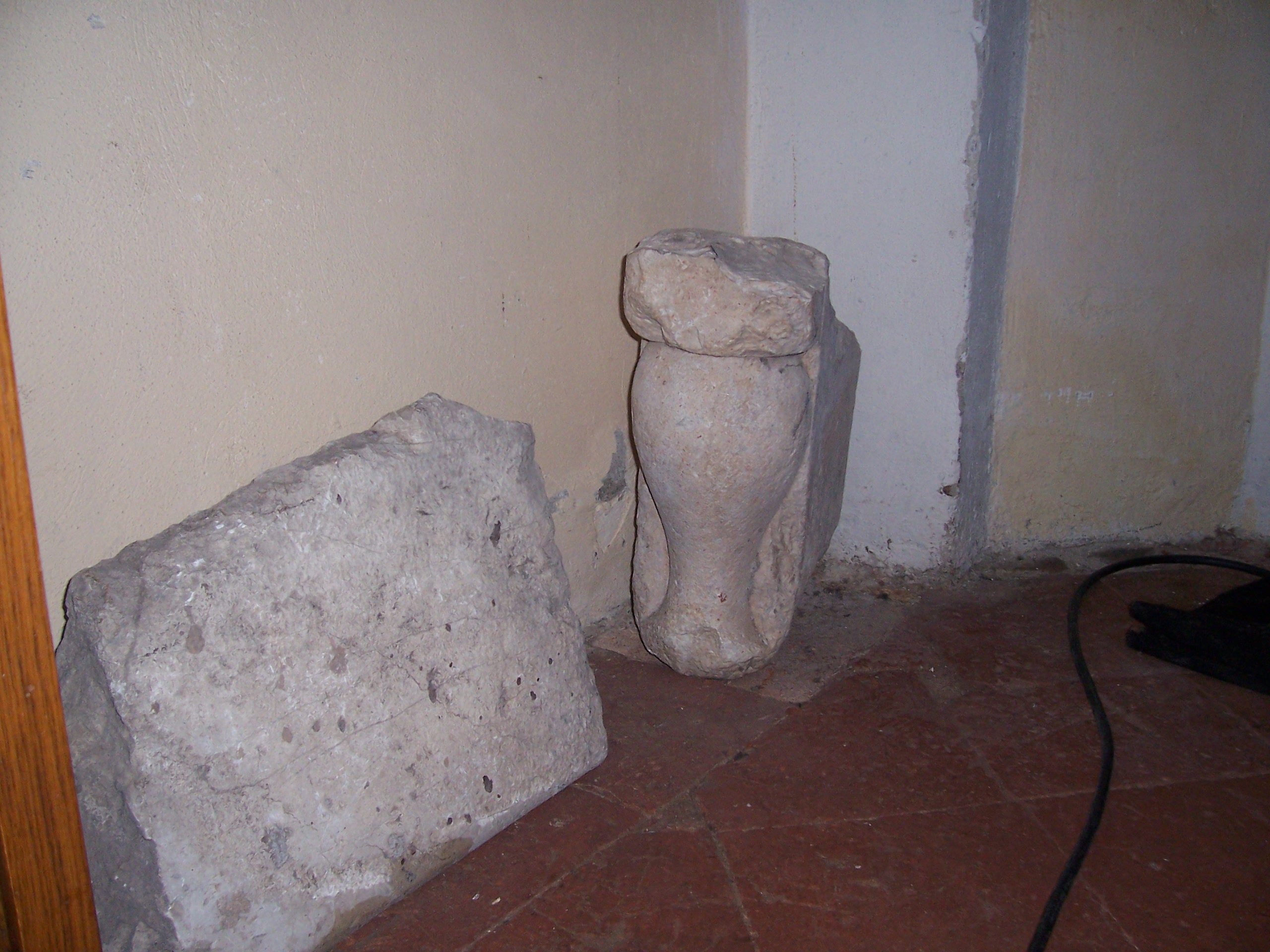
Due dei frammenti giunti fino a noi dell'altare
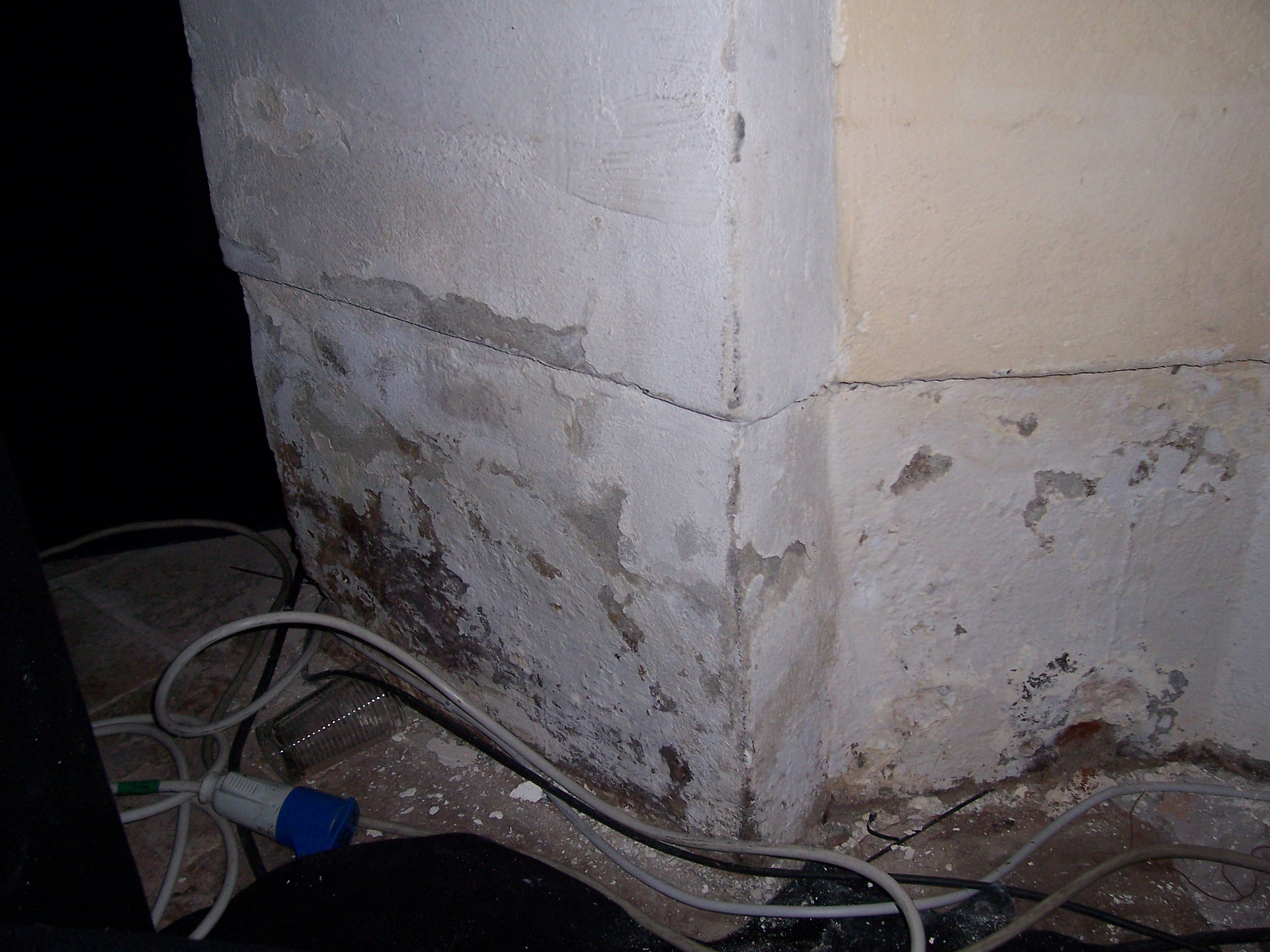
Base di una delle lesene interne alla chiesa: le modanature delle basi architettoniche in stucco, corrose dall'abbandono, sono state asportate lasciando solo una traccia nella muratura